# Kauai County

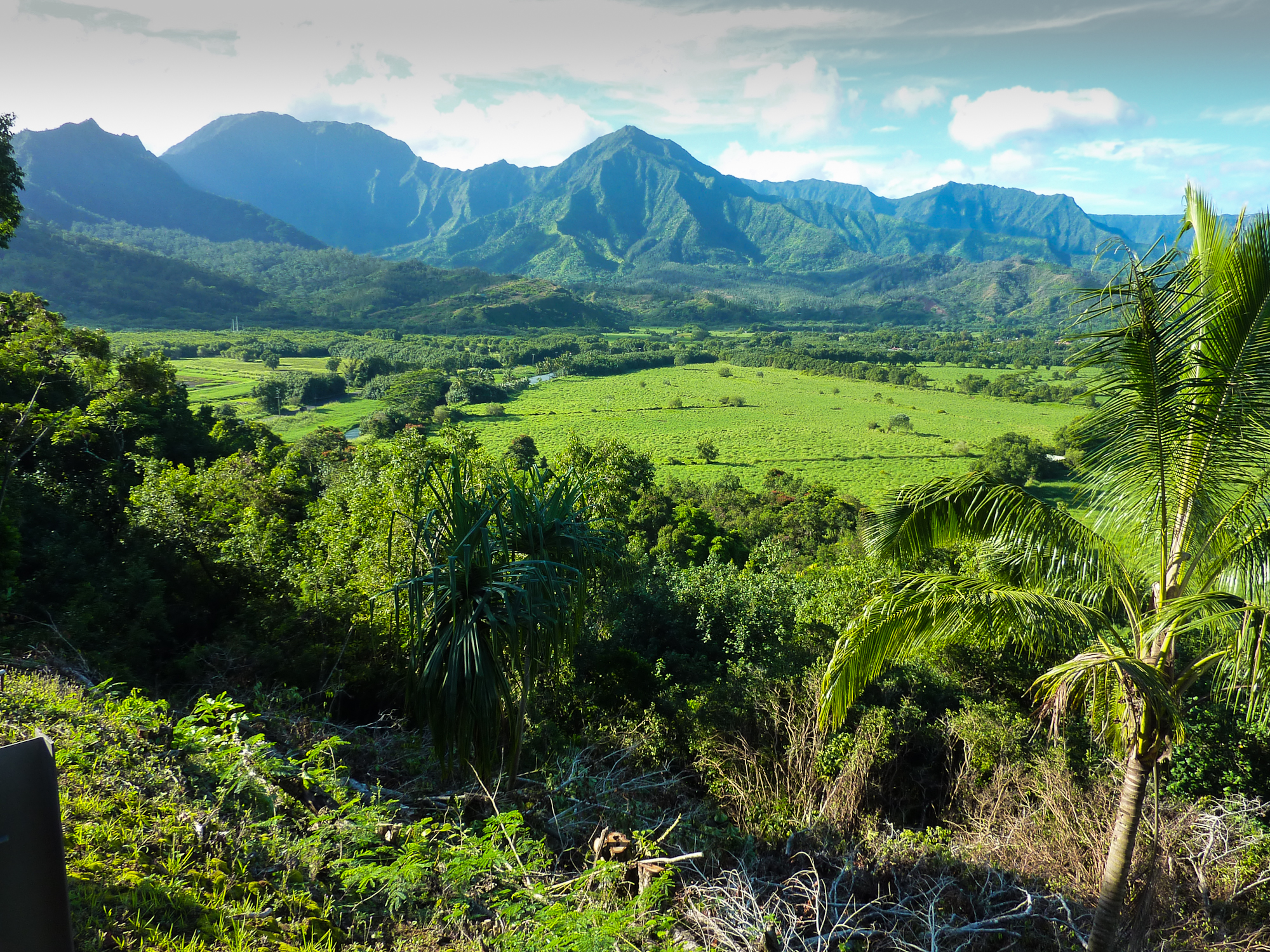
Landschaft auf Kauaʻi

Das Kauaʻi County ist ein County im Bundesstaat Hawaii der Vereinigten Staaten von Amerika. Es umfasst die Inseln Kauaʻi und Niʻihau sowie die unbewohnten kleineren Inseln Lehua und Kaʻula. Das County hat 73.298 Einwohner (Stand Volkszählung 2020) auf einer Fläche von 3280 Quadratkilometern. Der Verwaltungssitz (County Seat) ist Līhuʻe. Das County hat drei National Wildlife Refuges: Hanalei National Wildlife Refuge, Huleia National Wildlife Refuge und Kīlauea Point National Wildlife Refuge. Auf der Insel Kauaʻi sind die vier National Historic Landmarks Cook Landing Site, Old Sugar Mill of Kōloa, Russisches Fort und Wailuā Complex of Heiaus. Im Kauaʻi County liegen 34 weitere Bauwerke und Stätten, die im National Register of Historic Places eingetragen sind.

## Orte (Auswahl)
| - Anahola - ʻEleʻele - Hanalei - Hanamāʻulu - Hanapepe - Kalāheo - Kalihiwai - Kapaʻa - Kaumakani - Kekaha - Kīlauea | - Kōloa - Lawai - Līhuʻe - Omao - Pakala Village - Poʻipū - Princeville - Puhi - Wailua Homesteads - Wailuā - Waimea |